# Tommaso Caloiro
Tommaso Caloiro, citato anche come Caloira, Calojra o Caloria (Messina, 1302 – Messina, 1341) è stato un poeta e giurista italiano, noto principalmente per la sua stretta amicizia con Francesco Petrarca, che lo celebrò in diverse opere, incluse poesie e lettere.

## Biografia
Nato a Messina nel 1302, apparteneva a una famiglia della nobiltà siciliana. Fin da giovane, si dedicò agli studi giuridici, spostandosi a Bologna, nella cui università studiò giurisprudenza sotto la guida di maestri illustri come Bartolomeo Ossa e Giovanni Calderia. Durante il suo periodo bolognese si distinse per la sua preparazione, guadagnandosi una solida reputazione come giurista e laureandosi con successo. A Bologna strinse anche una profonda amicizia con Francesco Petrarca, che, come lui, studiava nella città emiliana. Questo legame divenne tanto forte che il poeta lo celebrò nelle sue rime e lettere, lodandone la virtù e l'intelligenza.

### L'amicizia con Petrarca
L'amicizia tra Petrarca e Caloiro fu una delle più significative per il poeta: il Petrarca lo considerava non solo un compagno di studi, ma anche un amico intimo e confidente. La stima di Petrarca verso Caloiro è evidente in molte delle sue lettere, dove lo elogia sia per le sue capacità intellettuali che per il suo carattere virtuoso. Di Caloiro il Petrarca scrisse:
(Francesco Petrarca, I Trionfi, vv. 58-64)
Questa testimonianza poetica è solo uno degli esempi che dimostrano quanto Petrarca considerasse importante la figura di Caloiro, non solo per le sue doti intellettuali, ma anche per l'affetto che nutriva verso di lui.
Nel 1341 Petrarca partecipò alla solenne cerimonia di incoronazione poetica a Roma, occasione in cui incontrò di nuovo il suo amico Caloiro. Petrarca confessò nelle sue lettere di aver provato un grande piacere nel ritrovarsi con lui, e ammise che senza il suo supporto e la sua compagnia, probabilmente non avrebbe mai deciso di recarsi a Roma. La loro amicizia fu sempre improntata alla reciprocità e alla condivisione di ideali comuni, come testimoniano le numerose lettere e i riferimenti nelle opere di Petrarca.

### Ultimi anni e morte
Caloiro tornò a Messina e qui si dedicò anche agli studi filosofici, ma fu deluso dalle scuole di filosofia della sua città, ritenendole arretrate rispetto agli sviluppi più avanzati dell'epoca. Nonostante le difficoltà, il poeta rimase in contatto con Petrarca, a cui si rivolse per consigli e conforto.
La morte prematura di Caloiro nel 1341, all'età di soli 37 anni, fu un evento che scosse profondamente Petrarca. Nelle sue lettere, Petrarca esprime il suo dolore per la perdita, descrivendo la morte dell'amico come una ferita non ordinaria. Scriveva, infatti:
(Francesco Petrarca)
Petrarca rifletteva sulla vita che aveva condiviso con Caloiro, sottolineando come fossero stati simili per età, animo, studi e aspirazioni. Questo legame simbiotico si evidenziava anche nel fatto che, come scriveva Petrarca, eravam due individui, che facevam un solo. Il poeta esprimeva il rimpianto per non aver potuto godere della fine della loro vita condivisa:
(Francesco Petrarca)
In un'altra lettera indirizzata al fratello di Caloiro, Giacomo, Petrarca confessò che, dopo aver ricevuto la triste notizia della morte dell'amico, sperò di morire anche lui, ma che la morte lo aveva deluso, lasciandolo a vivere una vita solitaria e triste.
Fu sepolto nella Chiesa di Santa Maria di Monte Carmelo a Messina, dove la sua tomba fu adornata da un'epigrafe composta dallo stesso Petrarca e contenuta in un'epistola inviata a Pellegrino, fratello di Caloiro. La scritta celebrava la sua indole e virtù, e venne incisa sulla pietra come tributo alla sua memoria. L'epigrafe recitava:
(Francesco Petrarca, Epistole, 4, 10)